# Кхао кан чін
Кхао кан чін (тай. ข้าวกั๊นจิ๊น) — страва з рису з Північного Таїланду.

## Назва
«Кхао» у перекладі з тайської мови означає рис, «кан» — тиснути, «чін» — м'ясо. Ймовірно назва походить від методу приготування страви.

## Історія
Рецепт страви запозичений у народності Шани, що поширилися у королівстві Ланна.

## Приготування
Кров свині змішують з листям лемонграссу для того, щоб страва отримала аромат. Рис потрібно відварити, змішати з сіллю, цукром та смаженим часником. Потім додати порізану свинину і кров та гарно перемішати. Завернути порції у бананові листи та готувати на пару близько 30 хв.